# NHL Supplemental Draft 1993
L'NHL Supplemental Draft 1993 si è tenuto nel mese di giugno del 1993. Essa fu l'ottava edizione del Supplemental Draft. Due fra i giocatori scelti militarono nella National Hockey League.

## Scopo
Il Supplemental Draft fu utilizzato dalle franchigie della NHL per selezionare i giocatori provenienti dalle università statunitensi e canadesi altrimenti non eleggibili per l'Entry Draft. A differenza dell'Entry Draft la maggioranza dei giocatori non militò mai nella squadra dalla quale furono selezionati, tuttavia dodici di essi superarono le 100 presenze in NHL. Il Supplemental Draft fu abbandonato dopo la firma del nuovo contratto collettivo fra i giocatori e i proprietari delle squadre nel 1995.

## Scelte
| #  | Giocatore           | Nazionalità | Squadra NHL             | Squadra di provenienza              |
| -- | ------------------- | ----------- | ----------------------- | ----------------------------------- |
| 1  | Eric Flinton (AS)   | Canada      | Ottawa Senators         | N. Hampshire Wildcats (Hockey East) |
| 2  | Dean Sylvester (AD) | Stati Uniti | San Jose Sharks         | Kent State Golden Flashes (NCAA)    |
| 3  | Brent Peterson (AS) | Canada      | Tampa Bay Lightning     | Michigan Tech Huskies (WCHA)        |
| 4  | Chris Imes (D)      | Stati Uniti | Florida Panthers        | Maine Black Bears (Hockey East)     |
| 5  | Pat Thompson (D)    | Canada      | Mighty Ducks of Anaheim | Brown Bears (ECAC)                  |
| 6  | Kent Fearns (D)     | Canada      | Hartford Whalers        | Colorado C. Tigers (WCHA)           |
| 7  | Brett Abel (P)      | Stati Uniti | Edmonton Oilers         | N. Hampshire Wildcats (Hockey East) |
| 8  | Wayne Strachan (AD) | Canada      | New York Rangers        | Lake Superior S. Lakers (CCHA)      |
| 9  | Jacques Joubert (C) | Stati Uniti | Dallas Stars            | Boston U. Terriers (Hockey East)    |
| 10 | Shannon Finn (D)    | Canada      | Philadelphia Flyers     | UIC Flames (NCAA)                   |